# Nākīn
Nākīn (persiska: ناكين) är en ort i Iran.   Den ligger i provinsen Hamadan, i den nordvästra delen av landet, 200 km väster om huvudstaden Teheran. Nākīn ligger 2 056 meter över havet och antalet invånare är 229.
Terrängen runt Nākīn är kuperad åt nordost, men åt sydväst är den platt.Runt Nākīn är det ganska glesbefolkat, med 27 invånare per kvadratkilometer. Närmaste större samhälle är Shavand, 5,2 km väster om Nākīn. Trakten runt Nākīn består i huvudsak av gräsmarker.